# Лі Чхонйон
Лі Чхонйон (кор. 이청용, 李靑龍, 2 липня 1988, Сеул) — корейський футболіст, півзахисник «Болтон Вондерерз» та збірної Південної Кореї.

## Біографія

### Клубна кар'єра
У свої юнацькі роки він став лідером «Сеула». У 2009 році англійське видання The Times включило Лі Чхонйона в 50-ку молодих зірок світового футболу. Корейський півзахисник швидко адаптувався в «Болтоні» і вже через місяць забив переможний гол у матчі з «Бірмінгемом» (2:1), а за весь сезон 2009—2010 записав на свій рахунок 4 м'ячі. 

### Збірна
За національну команду дебютував 31 травня 2008 року в матчі з Йорданією. У відбірковому раунді провів 10 матчів. А всього в його послужному списку 26 ігор за збірну, в яких він забив 5 м'ячі. Двя з яких забив у фінальній частині Чемпіонату світу 2010.

## Статистика

### Клубна
| Клуб               | Сезон      | Ліга | Ліга  | Ліга    | Кубок країни | Кубок країни | Кубок країни | Кубок ліги | Кубок ліги | Кубок ліги | Міжнародні | Міжнародні | Міжнародні | Всього | Всього | Всього  |
| Клуб               | Сезон      | Ігор | Голів | Передач | Ігор         | Голів        | Передач      | Ігор       | Голів      | Передач    | Ігор       | Голів      | Передач    | Ігор   | Голів  | Передач |
| ------------------ | ---------- | ---- | ----- | ------- | ------------ | ------------ | ------------ | ---------- | ---------- | ---------- | ---------- | ---------- | ---------- | ------ | ------ | ------- |
| «Сеул»             | 2004       | 0    | 0     | 0       | 0            | 0            | 0            | 0          | 0          | 0          | -          | -          | -          | 0      | 0      | 0       |
| «Сеул»             | 2005       | 0    | 0     | 0       | 0            | 0            | 0            | 0          | 0          | 0          | -          | -          | -          | 0      | 0      | 0       |
| «Сеул»             | 2006       | 2    | 0     | 0       | 0            | 0            | 0            | 2          | 0          | 1          | -          | -          | -          | 4      | 0      | 1       |
| «Сеул»             | 2007       | 15   | 3     | 1       | 2            | 0            | 0            | 8          | 0          | 5          | -          | -          | -          | 25     | 3      | 6       |
| «Сеул»             | 2008       | 22   | 5     | 6       | 1            | 0            | 0            | 3          | 1          | 0          | -          | -          | -          | 26     | 6      | 6       |
| «Сеул»             | 2009       | 15   | 3     | 4       | 1            | 0            | 0            | 1          | 0          | 0          | 4          | 0          | 3          | 21     | 3      | 7       |
| «Сеул»             | Total      | 54   | 11    | 11      | 4            | 0            | 0            | 14         | 1          | 6          | 4          | 0          | 3          | 76     | 12     | 20      |
| «Болтон Вондерерз» | 2009–10    | 34   | 4     | 6       | 4            | 1            | 1            | 2          | 0          | 1          | -          | -          | -          | 40     | 5      | 8       |
| «Болтон Вондерерз» | Всього     | 34   | 4     | 6       | 4            | 1            | 1            | 2          | 0          | 1          | -          | -          | -          | 40     | 5      | 8       |
| За кар'єру         | За кар'єру | 88   | 15    | 17      | 8            | 1            | 1            | 16         | 1          | 7          | 4          | 0          | 3          | 116    | 17     | 28      |

на 20 березня 2010

### Збірна
Голів за збірну
| Гол | Дата              | Місце         | Суперник  | Результат | Статус матчу      |
| --- | ----------------- | ------------- | --------- | --------- | ----------------- |
| 1.  | 5 вересня 2008    | Сеул          | Йорданія  | 1–0       | Товариська гра    |
| 2.  | 14 листопада 2008 | Доха          | Катар     | 1–1       | Товариська гра    |
| 3.  | 16 травня 2010    | Сеул          | Еквадор   | 2–0       | Товариська гра    |
| 4.  | 17 червня 2010    | Йоганнесбург  | Аргентина | 1–4       | ЧС-2010 (Група B) |
| 5.  | 26 червня 2010    | Порт-Елізабет | Уругвай   | 1–2       | Плей-оф ЧС-2010   |

## Титули і досягнення
- Переможець Ліги чемпіонів АФК (1):

«Ульсан Хьонде»: 2020
Збірні
- Срібний призер Кубка Азії: 2015
- Бронзовий призер Кубка Азії: 2011